# Kitti Kinnonkok
Kitti Kinnonkok (thailändisch กิตติ กินโนนกอก; * 23. Januar 1999), auch als Fist bekannt, ist ein thailändischer Fußballspieler.

## Karriere
Kitti Kinnonkok stand bis Ende 2019 beim Angthong FC unter Vertrag. Der Verein aus Angthong spielte in der dritten Liga, der Thai League 3. Hier trat die Mannschaft in der Upper Region an. Für Angthong absolvierte er 14 Drittligaspiele. Anfang 2020 wechselte er zum Erstligaabsteiger Chainat Hornbill FC nach Chainat. Sein Zweitligadebüt gab er am 14. November 2020 im Auswärtsspiel gegen den Ayutthaya United FC. Hier stand er in der Startelf und wurde in der 68. Minute gegen Rafael Coelho ausgewechselt. Für Chainat absolvierte er insgesamt 24 Ligaspiele. Im Sommer 2022 wechselte er zum ebenfalls in Chainat beheimateten Drittligisten Chainat United FC. Mit dem Verein spielte er 19-mal in Western Region der Liga an. Hier erzielte er 13 Treffer. Zu Beginn der Saison 2023/24 wechselte er im Juli 2023 nach Samut Prakan zum Zweitligisten Samut Prakan City FC. Nach einer Spielzeit, in der er zehn Ligaspiele bestritt, wechselte er im Juli 2024 zum Drittligisten Lopburi City FC. Mit dem Verein aus Lop Buri spielte er 19-mal in der Central Region der Liga. Im Sommer 2025 wechselte er in die zweite Liga. Hier schloss er sich in Chanthaburi dem Chanthaburi FC an.